# Ніколя де Превіль
Ніколя́ де Руссе́ль де Преві́ль (фр. Nicolas de Roussel de Préville, нар. 8 січня 1991, Шамбре-ле-Тур) — французький футболіст, нападник клубу «Кайзерслаутерн».

## Біографія

### Юність
Починав грати в клубах «Баржак» і «Алес». У 2005 році в 14 років перейшов в «Кан».

### Професійна кар'єра
У 18 років підписав контракт з клубом «Істр» з Ліги 2. У 2013 поповнив ряди «Реймса», звідки в 2016 відправився в бельгійський «Остенде». Однак відразу був відданий в оренду в «Лілль» до червня 2017 року: перехід в «Остенде» був зроблений лише через те, що «Лілль» не мав змоги заплатити повну суму трансфера (5 мільйонів євро) одразу, й тому звернувся до бельгійського клуба для організації фінансової схеми.
Дебютував за новий клуб 20 серпня 2016 року в матчі Ліги 1 проти «Діжона» (0-1), вийшовши в стартовому складі і провівши на полі 65 хвилин. Перший гол за «Лілль» в офіційних матчах забив 29 листопада в матчі проти «Кана» (4-2), відзначившись на 64 хвилині.
31 серпня 2017 перейшов до «Бордо», вартість трансфера склала 8 мільйонів євро.
У серпні 2021 року підписав контракт на 3 роки з клубом «Мец».